# Sylvester (Virginia Occidentale)
Sylvester è una città degli Stati Uniti d'America, situata nello Stato della Virginia Occidentale e in particolare nella Contea di Boone. La città porta il nome di una famiglia di coloni.